# Xã East Bend, Quận Champaign, Illinois
Xã East Bend (tiếng Anh: East Bend Township) là một xã thuộc quận Champaign, tiểu bang Illinois, Hoa Kỳ. Năm 2010, dân số của xã này là 584 người.